# Literatura das Ilhas Salomão
A literatura salomonense ganhou ímpeto na década de 1960. [carece de fontes?]

## História
O aparecimento da literatura escrita das Ilhas Salomão (distinta da literatura oral) obteve o seu lugar no contexto do desenvolvimento indígena das ilhas do Pacífico como um todo, iniciando-se na década de 1960. Em 1968, a fundação da Universidade do Pacífico Sul em Suva forneceu um estímulo para os habitantes do pacífico.
Cursos, oficinas para criação literária foram estabelecidas. A Sociedade de Artes do Pacífico Sul foi fundada na Universidade em 1973, e publicava-se a literatura dos Ilhas do Pacífico (poesia e contos) na revista mensal. Em 1974, a Sociedade fundou a editora de Publicações Mana, o jornal publicou as primeiras antologias de poesia das Ilhas Salomão. Entre os escritores notáveis das Ilhas Salomão estão John Saunana e Celo Kulagoe.